# Luigi Gianoli
Luigi Gianoli (Monza, 15 febbraio 1918 – Milano, 16 settembre 1998) è stato uno scrittore, critico musicale e giornalista italiano.

## Biografia
Definito "poeta dei cavalli", ha partecipato alla campagna di Russia come ufficiale nel 3º Reggimento di Cavalleria Savoia, esperienza largamente descritta nel suo romanzo Savoye bonnes nouvelles - L’ultima carica della cavalleria italiana.
In seguito ha partecipato alla Resistenza, è stato catturato dai tedeschi riuscendo poi ad evadere di prigione.
Alla fine degli anni ‘40 è stato assunto alla Gazzetta dello Sport da Bruno Roghi. 
È stato anche critico musicale sul quotidiano L'Italia ed ha al suo attivo molte pubblicazioni per la scuola ma soprattutto per l’equitazione. Alcuni suoi lavori sono tradotti in quattro lingue e considerati indispensabili per tutti i bibliofili del mondo equestre.
Nel 1991, scrive i testi dello spettacolo equestre La Briglia d'oro per Fieracavalli, che con la regia di Antonio Giarola diviene probabilmente il primo esempio di teatro equestre in Italia.

## Riconoscimenti
- Nel 1972 vince il premio Bancarella Sport con il libro Sport e verità, edito da Sperling & Kupfer.[3]
- Nel 1981 vince il premio Saint-Vincent per il giornalismo quale redattore de La Gazzetta dello Sport.[4]

## Opere
- Lo sport del cavallo, Sperling & Kupfer, 1946, IT\ICCU\CUB\0310196
- Wagner, Brescia, La Scuola, 1956, IT\ICCU\RLZ\0316735
- La vergine a cavallo, Milano, Rizzoli, 1960, IT\ICCU\IEI\0500615
- Verdi, Brescia, La Scuola, 1961, IT\ICCU\RML\0143201
- Ritagli rosa, Brescia, La Scuola, 1962, IT\ICCU\SBL\0046725
- Luigi Gianoli e Gianni Brera, Atleti come uomini, Brescia, La Scuola, 1966, IT\ICCU\SBL\0077991
- Luigi Gianoli e Giorgio Mascherpa, La pittura e la musica, Milano, Grafiche Ricordi, 1967, IT\ICCU\SBL\0070604
- Luigi Gianoli e Mario Monti, Horses and Horsemanship Throughout the Ages, Crown Publisher, 1969
- Sport e verità, Milano, Sperling e Kupfer, 1971, IT\ICCU\SBL\0361036
- A cavallo nella natura, Milano, Longanesi, 1974, IT\ICCU\SBL\0562478
- Il nuovo andare a cavallo, Milano, Longanesi, 1974, IT\ICCU\RLZ\0215628
- Luigi Gianoli, Justo Bonetto, Sandro Cepparulo e Nino Gianoli, Il trottatore, Milano, Longanesi, 1978, IT\ICCU\SBL\0159986
- I nuovi purosangue da Grundy a Sirlad, Milano, Longanesi, 1979, IT\ICCU\SBL\0239864
- Il cavallo e l'uomo, Milano, Longanesi, 1981, IT\ICCU\IEI\0153407
- Il cavallo e l'agricoltura, Cinisello Balsamo, Edizioni Silvana, 1981, IT\ICCU\PAL\0155503
- Il Purosangue, Milano, Longanesi, 1982, IT\ICCU\RLZ\0192715
- Moser: un uomo, un campione, Milano, Rizzoli, 1984, ISBN 88-17-24141-5
- Andare a cavallo, Milano, Longanesi, 1986, IT\ICCU\RLZ\0192714
- Savoye bonnes nouvelles: l'ultima epopea della cavalleria italiana, Milano, Edizioni equestri, 1988, IT\ICCU\TO0\1921411
- Il Purosangue.: tre secoli di storia, Milano, Edizioni Equestri, 1995, ISBN